# Megalithische Tempel von Malta
Die Tempel von Malta sind eine Gruppe neolithischer Megalithanlagen auf den Inseln Malta und Gozo. Der Ġgantija-Tempel wurde bereits im Jahr 1980 von der UNESCO zum Weltkulturerbe ernannt, die übrigen folgten 1992. Die Tempel wurden zwischen 3800 v. Chr. und 2500 v. Chr. erbaut.

## Der Bau der Tempel
| Ġgantija |

| Ħaġar Qim |

| Mnajdra |

| Skorba |

| Ta’ Ħaġrat |

| Tarxien |

Während der Endphase der Jungsteinzeit wurden auf Gozo sechs und auf Malta 22 große Tempel errichtet. Die Tempelphase dauerte von etwa 3800 v. Chr. bis 2500 v. Chr., also über 1000 Jahre. Die Tempel wurden von einem Volk errichtet, welches etwa zwischen 6000 v. Chr. und 4000 v. Chr. den Archipel erreichte.
Die frühen Tempel haben drei-, die späteren fünflappige Grundrisse und bestehen aus bis zu 20 Tonnen schweren Kalksteinquadern.
Es wurden bisher keine Tempel gefunden, die jünger als 4500 Jahre sind. Als Ursachen des plötzlichen Verschwindens dieser Kultur werden die Erschöpfung des Ackerbodens bzw. Dürren vermutet.
Aus der Zeit der Tempel stammen auch Relikte in Höhlen, Felsengräber und Hypogäen.
Bei jenen 25 Tempeln, deren Bauachsen und Exedren dokumentiert sind, bevorzugten die Erbauer keine einheitliche Himmelsrichtung, wie bei der Ostung der Apsis christlicher Kirchen. Die Toranlagen öffnen sich in der Mehrzahl in südliche Richtungen zwischen Ost und West. Es ergeben sich zwei Schwerpunkte; der eine liegt zwischen Südost und Südsüdost mit neun Tempeln, der andere zwischen Südwest und Südsüdwest mit sieben Tempeln. Zwei Fronten gingen nach Süden; drei in Richtungen zwischen Ost und Südost, drei in Richtungen zwischen West und Südwest. Nur Tas-Silg fällt mit seiner westnordwestlichen Ausrichtung aus der Reihe.

### Architektonische Miniaturen
Sechs architektonische Miniaturen sind bekannt, die meisten sind im National Museum of Archaeology in Valletta ausgestellt. Sämtliche Miniaturen stammen aus den großen Tempeln und sind als Kultgegenstände oder Weihegaben zu verstehen. Obwohl sie realistische Züge aufweisen und formale Prinzipien der Tempelbaukunst zum Ausdruck bringen, sind die Miniaturen nicht als maßstabgetreue Modelle zu betrachten. Ähnliche Modelle gibt es auch für die großen Nuraghen der sardischen Nuraghenkultur.

## Periodisierung
Der Bau der Tempel erfolgte in verschiedenen Phasen. Diese werden nach den Tempeln benannt. Die Datierung dieser archäologischen Phasen ist noch nicht völlig gesichert und beruht vielfach auf sehr alten 14C-Daten. Diese Aufteilung wird auch für die chronologische Gliederung von Keramik und Skulpturen verwendet. Die folgende Tabelle enthält daher auch einige Phasen vor und nach der Zeit der Tempel.

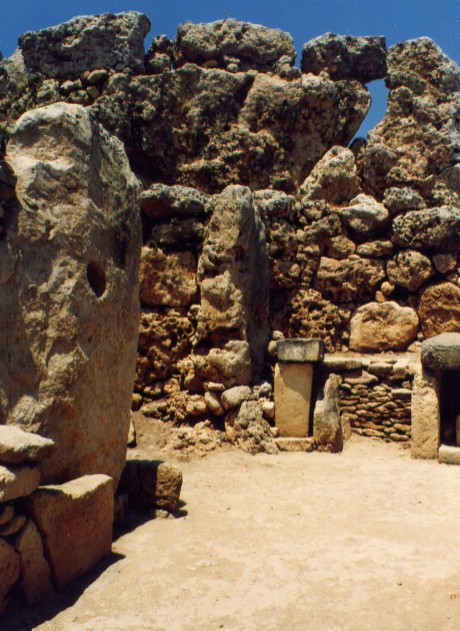
Ġgantija Tempel

| Periode               | Phase                | Jahre v. Chr.      | Befunde                       |
| --------------------- | -------------------- | ------------------ | ----------------------------- |
| Bronze- und Eisenzeit | Baħrija              | 900 – 700          |                               |
| Bronze- und Eisenzeit | Borġ in-Nadur        | 1500 – 700         | Bronzezeitliches Dorf         |
| Bronze- und Eisenzeit | Friedhof von Tarxien | 2500 – 1500        | Tempel von Tal-Qadi           |
| Tempelperiode         | Tarxien              | 3300 / 3000 – 2500 | Tempel von Tarxien, Ħaġar Qim |
| Tempelperiode         | Saflieni             | 3300 – 3000        | Hypogäum von Ħal-Saflieni     |
| Tempelperiode         | Ġgantija             | 3600 – 3300 / 3000 | Ġgantija, Mnajdra             |
| Tempelperiode         | Mġarr                | 3800 – 3600        | Tempel von Kordin             |
| Tempelperiode         | Żebbuġ               | 4100 – 3800        | Brochtorff Circle             |
| Neolithikum           | Rote Skorba          | 4400 – 4100        |                               |
| Neolithikum           | Graue Skorba         | 4500 – 4400        |                               |
| Neolithikum           | Għar Dalam           | 5000 – 4500        |                               |

## Weltkulturerbe

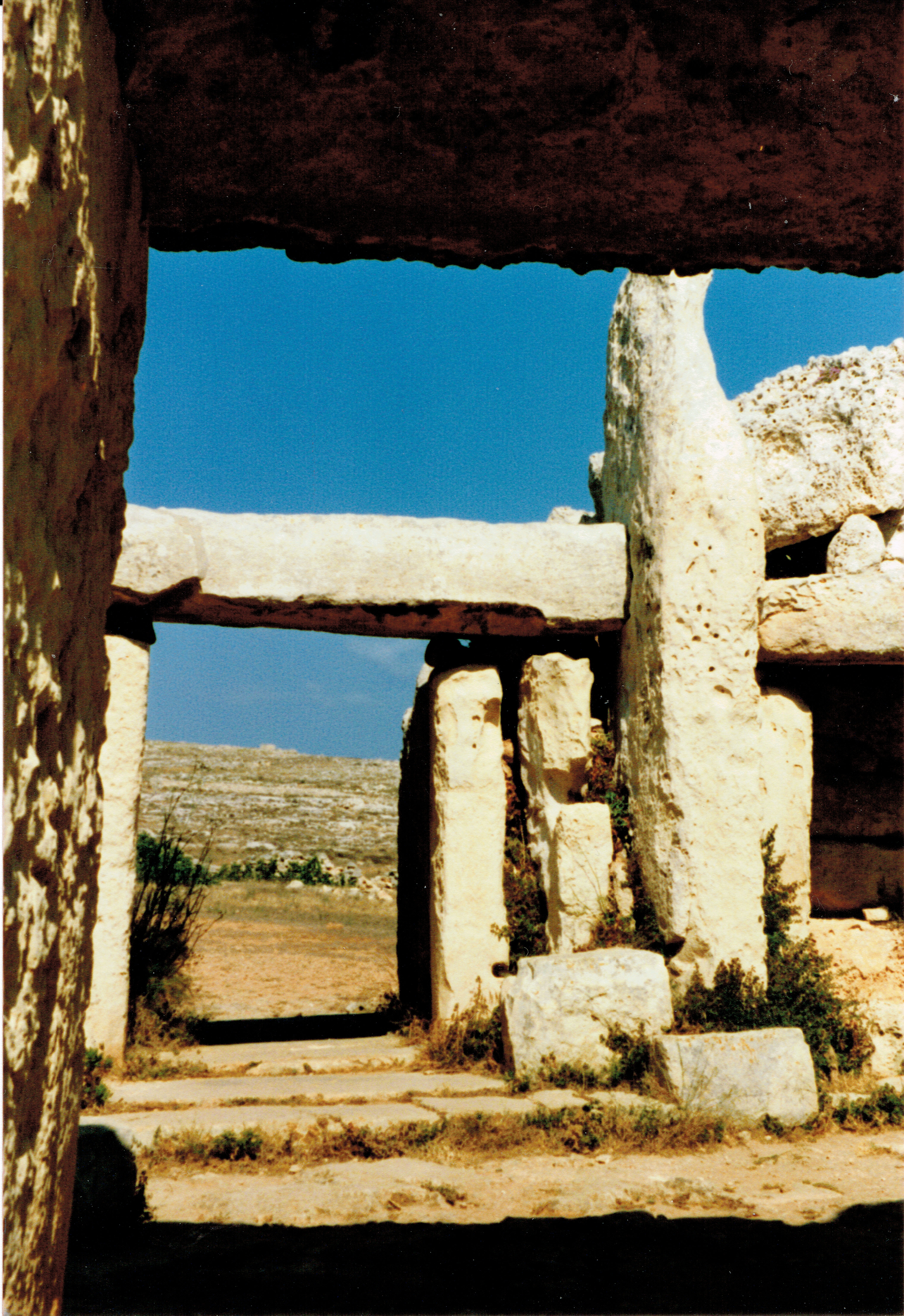
Mnajdra

Neben dem Ġgantija-Tempel auf Gozo, der diesen Status bereits 1980 erhielt, gehören seit 1992 auch die Tempel von Ħaġar Qim, Mnajdra, Ta’ Ħaġrat, Skorba und der Tempel von Tarxien mit zu der Gruppe.